# Hammarby (Eskilstuna)
Hammarby is een plaats in de gemeente Eskilstuna in het landschap Södermanland en de provincie Södermanlands län in Zweden. De plaats heeft 62 inwoners (2005) en een oppervlakte van 21 hectare.